# Stägmattsteg

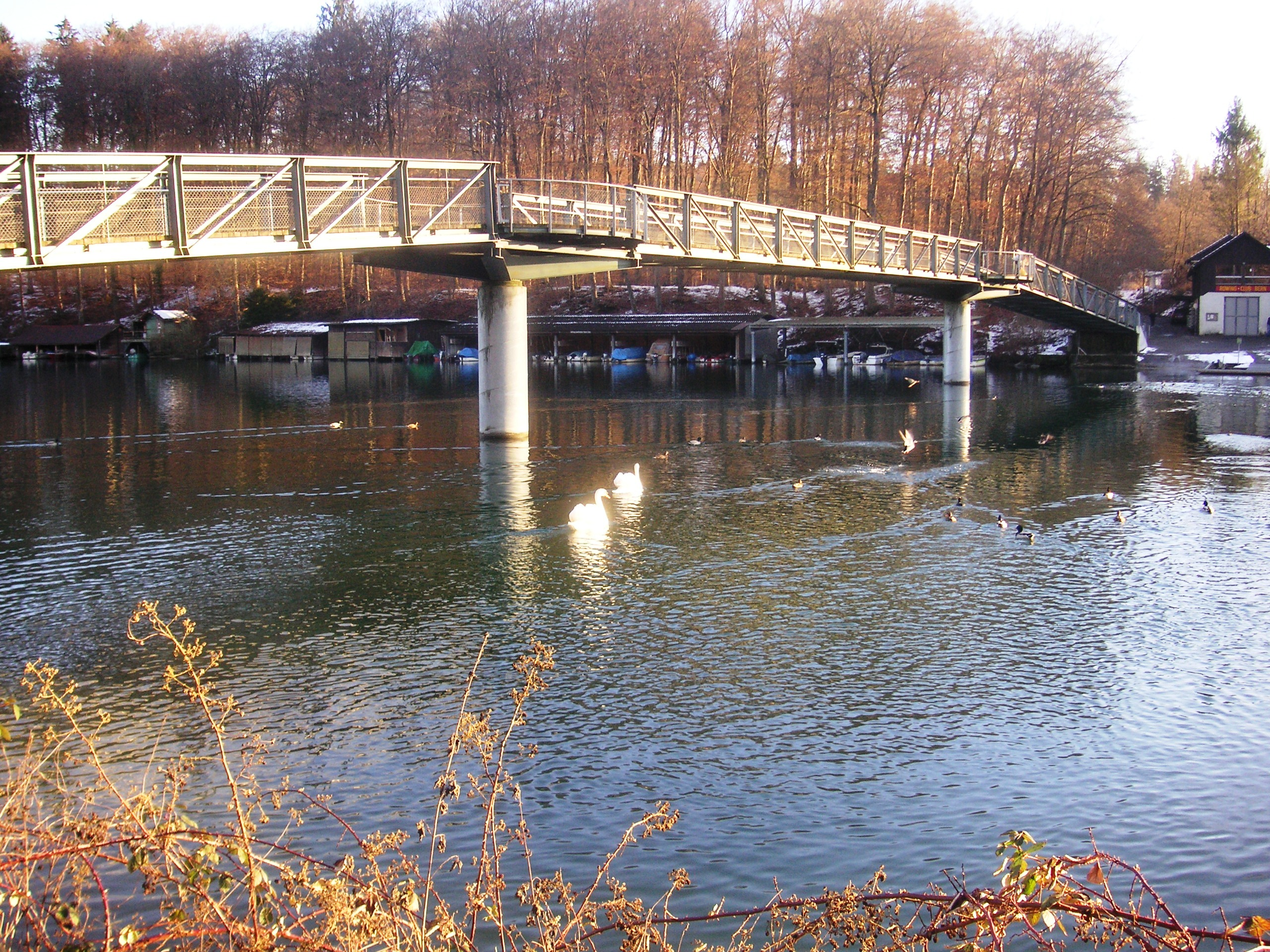
Stägmattsteg

Der Stägmattsteg ist eine im Mai 1999 eingeweihte Fussgänger- und Velobrücke über die Aare. Er verbindet die Berner Eymatt mit der Aumatt in Wohlen bei Bern. Er ersetzte nach vielen Jahren eine 1871 errichtete Holzbrücke an dieser Stelle, die 1920 wegen des Aufstaus der Aare zum Wohlensee abgerissen wurde. Die Baukosten lagen bei rund 1,2 Millionen Franken, die von der Gemeinde Wohlen, der Stadt Bern und vom Kanton Bern aufgebracht wurden.
Es handelt sich um eine 103 Meter lange und 4,2 Meter breite Dreifelder-Konstruktion, bei der die beiden äusseren Felder zur Mitte hin leicht ansteigen. Über den beiden runden Flusspfeilern von 120 Zentimetern Durchmesser verbreitert sich der Steg jeweils zu einer Art Plattform.